# Sr1
Електровоз Sr1 — односекційний чотирьохвісний електровоз змінного струму, виготовлявся Новочеркаським електровозобудівним заводом для залізниць Фінляндії (VR).

## Історія
Перший електровоз побудували в 1971 році. Поставки електровозів до Фінляндії рлзпочалися з 1973 року і продовжувалися до 1995 року.  Електровози Sr1 були першими електровозами Фінських залізниць.
Назва електровоза можна розшифрувати як «Sähköveturi raskas» — електровоз важкий.

## Конструкція
Маса електровоза становить 84 тонни. Довжина по осям автозчеплення — 18,96 м.
Електрообладнання постачалося фінською компанією Strömberg.